# Real (Ribera Alta)
Real, tradicionalment conegut com a Real de Montroi, és un municipi del Comunitat Valenciana situat a la comarca de la Ribera Alta. Limita amb Llombai, Montserrat i Montroi, a la mateixa comarca, i amb Dosaigües, a la Foia de Bunyol.

## Geografia
Situat a la subcomarca de la Vall dels Alcalans. Dintre del seu relleu destaca el riu Magre, que hi forma un meandre, el cabal del qual s'aprofita per al regadiu. Entre les elevacions muntanyoses destaquen la Serreta, l'Espoló, el Carretxal i les llomes del Penyal i del Sogroi.

## Història
Alqueria musulmana, amb l'important castell dels Alcalans (hui dia en terme de Montserrat), l'any 1240 fou donada a Eiximén de Tovià. Més tard passà a Pere Peres Sabata de Calataiud, noble cavaller recompensat pel rei Jaume I el Conqueridor per la seua participació en la conquesta. En 1347 fou heretada per Roderic Sanxis Sabata de Calataiud (mort cap a l'any 1372) qui, per haver fet costat a Pere III contra els nobles de la Unió, va rebre el mer i mixt imperi de Real, Pedralba i Montserrat). La branca dels comtes de Real fou encetada per Eiximén Peres Sabata de Calataiud i Ximénez de Lamberri (mort cap al 1444), cambrer del rei Martí I, el qual comprà al seu cosí germà, Alfons de Calataiud i Gómez de Loaysa, els llocs de Real i Montserrat. El seu cinquè net, Eiximén Peres Sanxis de Calataiud i de Vilaragut († 1588), fou pare de Lluís Peres Sabata de Calataiud i de Pallars, militar i primer comte de Real (1599) en ser ascendit per Felip III. Lloc de moriscs, quedà quasi despoblat quan els varen expulsar en 1609. L'any 1646 tenia només 24 cases; segons Antoni Josep Cavanilles i Palop, en 1795 produïa seda, blat, dacsa, vi, oli i garrofes.

## Demografia
| 1990  | 1992  | 1994  | 1996  | 1998  | 2000  | 2002  | 2004  | 2006  | 2007  |
| ----- | ----- | ----- | ----- | ----- | ----- | ----- | ----- | ----- | ----- |
| 1.848 | 1.830 | 1.853 | 1.843 | 1.814 | 1.798 | 1.725 | 2.031 | 1.974 | 2.150 |

## Economia
La seua economia descansa fonamentalment en una agricultura mixta de secà i regadiu. Els terrenys de regadiu es dediquen a tarongers, fruiters i hortalisses. El secà, en franca regressió, es dedica al cultiu de la vinya, l'olivera i la garrofera. La producció vinícola és gestionada per la cooperativa local, que a més subministra matèria primera a una indústria de licors. La ramaderia compta amb diversos centenars de caps de bestiar, entre boví, llanar i porcí; també està molt desenvolupada l'avicultura.

## Política i Govern

### Composició de la Corporació Municipal
El Ple de l'ajuntament està format per 11 regidors. En les eleccions municipals de 26 de maig de 2019 foren elegits 4 regidors de l'Agrupació d'Electors Àgora (AEA), 4 del Partit Socialista del País Valencià (PSPV-PSOE), 2 de Ciutadans - Partit de la Ciutadania (Cs), i 1 del Partit Popular (PP).
| Eleccions municipals de 24 de maig de 2019 - Real                                                                              |                                          |                                     |                                     |        |          |          |
| Candidatura | Candidatura                              | Candidatura                         | Cap de llista                       | Vots   | Vots     | Regidors |
| | Agrupació d'Electors Àgora (AEA)         |                                     | Alejandro Blasco Sánchez            | 415    | 36,79%   | 4 (-2)   |
| | Partit Socialista del País Valencià-PSOE |                                     | Gerardo López Mateu                 | 357    | 31,65%   | 4 (+1)   |
| | Ciutadans - Partit de la Ciutadania      |                                     | Antonio Hernandiz Chermes           | 224    | 19,86%   | 2 (+2)   |
| | Partit Popular                           |                                     | Alberto Sala Soldado                | 116    | 10,28%   | 1 (-1)   |
| | Vots en blanc                            |                                     |                                     | 16     | 1,42%    |          |
| Total vots vàlids i regidors                                                                                                   | Total vots vàlids i regidors             | Total vots vàlids i regidors        | Total vots vàlids i regidors        | 1.128  | 100 %    | 11       |
| | Vots nuls                                | Vots nuls                           | Vots nuls                           | 18     | 1,57%    |          |
| Participació (vots vàlids més nuls)                                                                                            | Participació (vots vàlids més nuls)      | Participació (vots vàlids més nuls) | Participació (vots vàlids més nuls) | 1.146  | 70,57%** |          |
| Abstenció | Abstenció                                | Abstenció                           | Abstenció                           | 478*   | 29,43%** |          |
| Total cens electoral | Total cens electoral                     | Total cens electoral                | Total cens electoral                | 1.624* | 100 %**  |          |
| Alcalde: Antonio Hernandiz Chermes (Cs) (2019) Per majoria absoluta dels vots dels regidors (6 vots: 4 del PSOE i 2 de Cs)     |                                          |                                     |                                     |        |          |          |
| Fonts: JEC, JEZ València. M. Interior, Periòdic Ara (* No són vots sinó electors. ** Percentatge respecte del cens electoral.) |                                          |                                     |                                     |        |          |          |

### Alcaldes
Des de 2019 l'alcalde de Real és Antonio Hernandiz Chermes de Cs.
| Període                       | Alcalde o alcaldessa                                                        | Partit polític      | Data de possessió                | Observacions                      |
| ----------------------------- | --------------------------------------------------------------------------- | ------------------- | -------------------------------- | --------------------------------- |
| 1979–1983                     | Gonzalo Salvador Navarro                                                    | PSPV-PSOE           | 19/04/1979                       | --                                |
| 1983–1987                     | Gonzalo Salvador Navarro José García Morell                                 | PSPV-PSOE n/d       | 28/05/1983 n/d                   | n/d --                            |
| 1987–1991                     | Francisco López López                                                       | PSPV-PSOE           | 30/06/1987                       | --                                |
| 1991–1995                     | Francisco López López                                                       | PSPV-PSOE           | 15/06/1991                       | --                                |
| 1995–1999                     | Francisco López López Carmen Ocaña Hernándiz                                | PSPV-PSOE Grup Mixt | 17/06/1995 16/12/1996            | Moció de censura PP-UV-CCV+2GM -- |
| 1999–2003                     | Carmen Ocaña Hernándiz Rafael Aragonés Rodríguez Fernando Hinojosa Salvador | IR Grup Mixt IR     | 03/07/1999 12/02/2003 22/02/2003 | Dimissió n/d --                   |
| 2003–2007                     | Alejandro Blasco Sánchez                                                    | AEA                 | 14/06/2003                       | --                                |
| 2007–2011                     | Alejandro Blasco Sánchez María Dolores López Garrigós                       | AEA PSPV-PSOE       | 16/06/2007 19/09/2009            | Pacte de Govern AEA+PSPV --       |
| 2011–2015                     | Alejandro Blasco Sánchez                                                    | AEA                 | 11/06/2011                       | --                                |
| 2015–2019                     | Alejandro Blasco Sánchez                                                    | AEA                 | 13/06/2015                       | --                                |
| 2019-2023                     | Antonio Hernandiz Chermes                                                   | Cs                  | 15/06/2019                       | --                                |
| Des de 2023                   | n/d                                                                         | n/d                 | 17/06/2023                       | --                                |
| Fonts: Generalitat Valenciana |                                                                             |                     |                                  |                                   |

## Monuments
- Església de Sant Pere Apòstol, del segle xviii. Es va acabar de construir en 1587 segons els cànons de l'estil gòtic florit, si bé posteriorment ha sofert nombrosos afegits i innovacions.

## Llocs d'interés
- Serres de Martés i de l'Ave. Declarades LIC i ZEPA.
- Mola de Cortes. Declarada Zona d'especial protecció per a les aus (ZEPA).

## Festes
Com a curiositat cal comentar que Real crema falles, però amb la particularitat que ho fa una setmana abans que la resta de pobles i ciutats que també ho fan; de manera que és la primera localitat a celebrar l'arribada de la primavera amb el ritu del foc.
El 12 i 13 de juliol són les Festes patronals dedicades a Sant Pere. Les festes patronals dedicades al patró, Sant Pere, a la patrona, la Divina Aurora, i també al Diví Xiquet i Sant Isidre, patró dels llauradors, són variables acabant el segon diumenge de juliol.